# Gianfranco Pribetić
Gianfranco Pribetić (* 28. April 2000 in Rijeka) ist ein kroatischer Handballspieler, der aktuell beim TVB Stuttgart unter Vertrag steht.

## Karriere

### Im Verein
Gianfranco Pribetić spielte zunächst bis 2019 für RK Poreč. 2019 wechselte er zu RK Nexe Našice. Ab Sommer 2024 unterschrieb er einen Vertrag beim deutschen Erstligisten TVB Stuttgart.

### In Auswahlmannschaften
Mit der kroatischen Jugend-Nationalmannschaft gewann er die Bronze-Medaille beim Europäischen Olympischen Sommer-Jugendfestival 2017 und belegte bei der U18-Europameisterschaft 2018 den 4. Platz. Zusätzlich wurde er als bester Verteidiger des Turniers ausgezeichnet. 2019 belegte er bei der U19-Weltmeisterschaft mit Kroatien den 10. Platz.